# Bolidens församling
Bolidens församling var en församling inom Svenska kyrkan i Luleå stift och i Skellefteå kommun. Församlingen uppgick 2008 i Jörn-Bolidens församling.

## Administrativ historik
Församlingen bildades 1962 genom utbrytning ur Skellefteå landsförsamling.
Församlingen utgjorde åtminstone till mitten av 1990-talet eget pastorat. Församlingen uppgick 2008 i Jörn-Bolidens församling.

## Areal
Bolidens församling omfattade den 1 januari 1976 en areal av 187,8 kvadratkilometer, varav 177,3 kvadratkilometer land.

## Befolkningsutveckling
| Befolkningsutvecklingen i Bolidens församling 1965–2005 | Befolkningsutvecklingen i Bolidens församling 1965–2005 | Befolkningsutvecklingen i Bolidens församling 1965–2005 | Befolkningsutvecklingen i Bolidens församling 1965–2005 | Befolkningsutvecklingen i Bolidens församling 1965–2005 |
| --- | ------------------------------------------------------- | ------------------------------------------------------- | ------------------------------------------------------- | ------------------------------------------------------- |
| |                                                         |                                                         |                                                         |                                                         |
| År |                                                         |                                                         | Folkmängd                                               |                                                         |
| 1965 | 1965                                                    |                                                         | 3 586                                                   |                                                         |
| 1970 | 1970                                                    |                                                         | 3 335                                                   |                                                         |
| 1975 | 1975                                                    |                                                         | 3 259                                                   |                                                         |
| 1980 | 1980                                                    |                                                         | 2 975                                                   |                                                         |
| 1985 | 1985                                                    |                                                         | 2 921                                                   |                                                         |
| 1990 | 1990                                                    |                                                         | 2 751                                                   |                                                         |
| 1995 | 1995                                                    |                                                         | 2 409                                                   |                                                         |
| 2000 | 2000                                                    |                                                         | 2 129                                                   |                                                         |
| 2005 | 2005                                                    |                                                         | 1 966                                                   |                                                         |
| Anm: 1965 &1970 avser befolkning enligt folkräkning den 1 november enligt den administrativa indelningen den 1 januari följande år. För åren 1975-2005: befolkning 31 december enligt den administrativa indelningen den 1 januari följande år. |                                                         |                                                         |                                                         |                                                         |

## Kyrkor
- Bolidens kyrka